# Lubania (województwo łódzkie)
Lubania – wieś w Polsce położona w województwie łódzkim, w powiecie rawskim, w gminie Sadkowice.
Wieś szlachecka położona była w drugiej połowie XVI wieku w powiecie bielskim ziemi rawskiej województwa rawskiego. Do 1954 roku istniała gmina Lubania. W latach 1954–1972 wieś należała i była siedzibą władz gromady Lubania. W latach 1975–1998 miejscowość administracyjnie należała do województwa skierniewickiego.
Wieś leży nad rzeką Lubanką albo Lubanianką (Lubianką według mapy wojskowej). Najbliższe większe miasta to Nowe Miasto nad Pilicą i Rawa Mazowiecka.
We wsi znajduje się kościół w stylu neogotyckim oraz szkoła podstawowa.

## Zabytki
Według rejestru zabytków Narodowego Instytutu Dziedzictwa na listę zabytków wpisane są obiekty:
- kościół parafialny pw. Przemienienia Pańskiego, 1887, nr rej.: 517 A z 30.01.1979
- plebania, nr rej.: jw.
- cmentarz kościelny, nr rej.: 977 A z 19.10.1994
- cmentarz rzymskokatolicki, XIX, nr rej.: 810/A z 22.11.1991
- kaplica, XIX w., nr rej.: 516/A z 30.01.1979